# Неприятность (рассказ)
«Неприятность» — рассказ Антона Павловича Чехова. Впервые опубликован в 1888 году в газете «Новое время» № 4404 от 7 июня с подписью Ан. Чехов.

## Публикации
Рассказ «Неприятность» написан Чеховым в 1887 году. Впервые опубликован в 1888 году под заглавием «Житейская мелочь» в газете «Новое время» № 4404 от 7 июня с подписью Ан. Чехов, в 1890 году под заглавием «Неприятность» напечатан в сборнике «Хмурые люди», вошёл в собрание сочинений писателя, издаваемое А. Ф. Марксом. В сборнике «Хмурые люди» рассказ был сокращен автором.
При жизни Чехова рассказ переводился на сербскохорватский язык.

## Критика
Критика оценила рассказ «Неприятность» как высокохудожественное произведение. В 1891 году А. И. Эртель писал В. Г. Короленко: «Помнится мне, что прошлой весною я Вам резко отозвался об А. Чехове. Нынешним летом я имел случай познакомиться с книжкою его последних рассказов, и что Вам скажу, большой это талант. Мало того, в нем есть и серьезное содержание, хотя оно не всегда уловляется казенною меркою „направления“. Так во многих рассказцах последнего томика с такою силою указана трагическая власть „мелочей“, — в „Почтальоне“, в докторе, давшем пощечину фельдшеру, — что, право, стоит всякого „направления“».
Некоторые критики представили рассказ, как пример тяжелого, болезненно-нервного беспокойства, столь характерного для чеховского героя. Критик М. Столяров писал: «В рассказе „Неприятность“ перед нами рисуется обстановка, которая способна поработить человека и удерживать его, несмотря на временные вспышки, на протесты косности окружающего». В 1902 году пятый том рассказов Чехова издания собрания сочинений А. Ф. Маркса не был разрешен к допуску в народные библиотеки и читальни. Член Комитета Е. П. Ковалевского указывал, что в рассказе, «несмотря на жизненность» сюжета, представляется «неясной» душевная борьба доктора, «желающего найти самый справедливый выход из положения, но потом поддающегося влиянию окружающих и заминающего скандал».

## Персонажи
- Григорий Иванович Овчинников, 35 лет, земский врач.
- Михаил Захарович Смирновский, фельдшер.
- Надежда Осиповна, акушерка.
- Лев Трофимович, председатель управы.

## Сюжет
В рассказе описываются события, происходившие в больнице, на приеме у мирового судьи. В больнице работают земский врач Григорий Иванович Овчинников, фельдшер Михаил Захарович Смирновский и акушерка Надежда Осиповна. Во время обхода больных врачу показалось, что сопровождавший его фельдшер Михаил Захарович неопрятно одет. Причиной этому была его нетрезвость. Фельдшер не смог подать врачу нужный медицинский инструмент, не померил и не записал больным температуру. Ситуацию усугубляло отсутствие в больнице акушерки Надежды Осиповны, которая должна была присутствовать при перевязках.
Доктор решил отправить фельдшера отоспаться, но тот сказал: «Никто не имеет права мне указывать. Ведь я служу? Что ж вам еще!». Доктор был настолько рассержен, что размахнулся и ударил фельдшера по лицу. После этого он выбежал из палаты. Свой поступок доктор долго обдумывал дома и в больнице, решал, что делать — может быть, ему извиниться перед фельдшером или вызвать на дуэль, или дать денег? Потом он решил написать жалобу на фельдшера председателю управы Льву Трофимовичу.
Фельдшер пришел извиняться, но доктор прогнал его и посоветовал ему подать в суд. Фельдшер же так и поступил. Доктора вызвали к мировому судье.
В конце концов председатель управы приказал фельдшеру, чтобы тот пообещал слушаться врача и «вести трезвую жизнь». На этом дело закончилось.

## Экранизация
- 1984 — Из жизни земского врача (ТВ) (СССР), режиссёр Лев Цуцульковский (телеспектакль по рассказам «Случай из практики», «Враги», «Неприятность», «Беглец»)